# Bunsta
Bunsta is een plaats in de gemeente Sundsvall in het landschap Medelpad en de provincie Västernorrlands län in Zweden. De plaats heeft 78 inwoners (2005) en een oppervlakte van 22 hectare. De plaats ligt aan het meer Bodtjärnen hier is onder andere een plaats die is ingericht om er te zwemmen/te recreëren.